# Halsbandsfrankolin
Halsbandsfrankolin (Scleroptila streptophora) är en fågel i familjen fasanfåglar inom ordningen hönsfåglar.

## Utseende och läten
Halsbandsfrankolin är en 35 cm lång hönsfågel med gula ben. Den har mörkbrun rygg, mörka flankstreck och ett tydligt vitt ögonbrynsstreck som sträcker sig bak till nacken. Vidare har den rödbrunt på ansikte och halssidor, vitt på strupen och ett svartvitfläckigt halsband som gett arten dess namn. Den liknar tofsfrankolinen, men denna saknar flankstrecken och rödbrunt i ansiktet. Dess halsband är dessutom otydligare och den har röda istället för gula ben. Bland lätena hörs ett tvåtonigt duvlikt hoande.

## Utbredning och systematik
Halsbandsfrankolin förekommer i gräsmarker i Lesotho och västra centrala Sydafrika. Den behandlas som monotypisk, det vill säga att den inte delas in i några underarter.

## Släktestillhörighet
Tidigare placerades den i släktet Francolinus. Flera genetiska studier visar dock att Francolinus är starkt parafyletiskt, där arterna i Pternistis står närmare  t.ex. vaktlar i Coturnix och snöhöns.

## Levnadssätt
Halsbandsfrankolinen hittas på marken i gräsrikt öppet skogslandskap. Den är dåligt känd, skygg och mycket lokalt förekommande.

## Status
Trots det begränsade utbredningsområdet och att den tros minska i antal anses beståndet vara livskraftigt av internationella naturvårdsunionen IUCN.